# Max Ferdinand Perutz
Max Ferdinand Perutz (Viena, Imperi Austrohongarès 1914 - Cambridge, Anglaterra 2002) fou un químic britànic, d'origen austríac, guardonat amb el Premi Nobel de Química l'any 1962.

## Biografia
Va néixer el 19 de maig de 1914 a la ciutat de Viena, en aquells moments situada a l'Imperi Austrohongarès i que avui dia és la capital d'Àustria. Va estudiar química a la Universitat de Viena, on es llicencià el 1935. L'any següent ingressà al Laboratori Cavendish de la Universitat de Cambridge a Anglaterra com a estudiant de recerca sota la direcció de John Desmond Bernal.
El 1962 va esdevenir president del Laboratori de Biologia Molecular de Cambridge, càrrec que va ocupar fins al 1979. Perutz morí el 6 de febrer de 2002 a la seva residència de Cambridge.

## Recerca científica
Als Laboratoris Cavendish inicià la seva recerca al voltant de l'hemoglobina. Al laboratori de biologia molecular del Britain's Medical Research Council, i en col·laboració amb John Kendrew, va continuar estudiant l'estructura de les proteïnes de l'hemoglobina, en particular l'hemoglobina de la sang de cavall mitjançant la utilització de la difracció de raigs X.
A començaments de la dècada del 1950 Perutz es convertí en mentor de James D. Watson, moment en el qual Watson va determinar al costat de Francis Crick l'estructura de l'àcid desoxiribonucleic (ADN).
El 1953 va descobrir que, incorporant un àtom pesat (or o mercuri) a cadascuna de les molècules de la xarxa cristal·lina de l'hemoglobina, es produïen petites modificacions en la seva posició corresponent, la interpretació del qual li va permetre donar a conèixer l'any 1960 el primer model tridimensional de la molècula de l'hemoglobina. El 1959 va aconseguir determinar l'estructura molecular de la mioglobina, per la qual cosa Perutz i Kendrew foren guardonats amb el Premi Nobel de Química de l'any 1962.